# Liste der Mitglieder der Badischen Ständeversammlung 1869 bis 1870
Diese Liste umfasst die Mitglieder der Ständeversammlung des Großherzogtums Baden für die Sessionen des 24. ordentlichen Landtags. Die Eröffnung fand am 24. September 1869 statt. Die Schlusssitzung fiel auf den 7. April 1870. Insgesamt fanden 33 Sitzungen der Ersten Kammer und 84 Sitzungen der Zweiten Kammer statt.

Außerdem gab es vom 12. bis zum 21. Dezember 1870 einen zweiten außerordentlichen Landtag. In diesem Zeitraum fanden vier Sitzungen der Ersten Kammer und sechs Sitzungen der Zweiten Kammer statt. Zur Beratung standen die Vorlagen wegen der Bildung des neuen Deutschen Bundes, der mit der Erweiterung des Norddeutschen Bundes um die de jure noch selbstständigen süddeutschen Staaten (Baden, Bayern, Hessen und Württemberg) entstehen sollte. Weitere Themen des außerordentlichen Landtags im Dezember 1870 waren der Abschluss der Militärkonvention mit Preußen und die Deckung der Kosten, die im Laufe des Deutsch-Französischen Kriegs entstanden waren. 1871 zeigte sich, dass aus der Erweiterung des Norddeutschen Bundes um die vier süddeutschen Staaten das Deutsche Kaiserreich hervorging. Der formelle Schluss dieses außerordentlichen badischen Landtags fiel auf den 15. Juni 1871.

## Präsidium der Ersten Kammer
Präsident: Robert von Mohl

1. Vizepräsident: Gideon Weizel

2. Vizepräsident: Freiherr Karl von Gayling

## Mitglieder der Ersten Kammer

### Prinzen des Hauses Baden
- Prinz Wilhelm von Baden
- Prinz Karl von Baden
- Markgraf Maximilian von Baden (war nie anwesend)

### Standesherren
- Fürst Karl Egon zu Fürstenberg
- Fürst Ernst zu Leiningen
- Fürst Erwein von der Leyen (war nie anwesend)
- Fürst Wilhelm zu Löwenstein-Wertheim-Freudenberg
- Fürst Karl zu Löwenstein-Wertheim-Rosenberg (war nie anwesend)
- Graf Karl Wenzel zu Leiningen-Billigheim
- Graf Maximilian zu Leiningen-Neudenau (war nie anwesend)

### Vertreter des erblichen Landstands
- Graf Ludwig Wilhelm August von Langenstein und Gondelsheim (war nie anwesend)

### Vertreter der katholischen Kirche
- Lothar von Kübel,[3] Erzbistumsverweser von Freiburg (war nie anwesend)

### Vertreter der evangelischen Landeskirche
- Karl Julius Holtzmann, Prälat der Evangelischen Landeskirche

### Vertreter des grundherrlichen Adels

#### Oberhalb der Murg
- Freiherr Franz von und zu Bodman
- Freiherr Leopold von Böcklin, Oberst
- Freiherr Karl von Gayling
- Freiherr Heinrich von Kageneck

#### Unterhalb der Murg
- Graf Friedrich von Berlichingen
- Freiherr Karl von Gemmingen-Aalen
- Graf Maximilian von Helmstatt
- Freiherr Karl Rüdt von Collenberg-Bödigheim

### Vertreter der Landesuniversitäten
- Johann Caspar Bluntschli,[3] Geheimrat, Vertreter der Universität Heidelberg
- Hermann Obkircher,[3] Ministerialpräsident, Vertreter der Universität Freiburg

### Vom Großherzog ernannte Mitglieder
- Robert von Mohl,[3] Geheimrat
- Gideon Weizel,[3] Staatsrat
- Karl Graf von Sponeck, Generalmajor; beim außerordentlichen Landtag im Dezember 1870 nicht mehr vertreten; stattdessen gefolgt von Ludwig Waag, Generalleutnant
- Willibald Reiner, Kreis- und Hofgerichtspräsident (Mitglied der Ersten Kammer 1869), gefolgt von Professor Franz Arnold Maria von Woringen,[3] Hofrat (Mitglied der Ersten Kammer 1869), gefolgt von Hermann von Hillern, Kreis- und Hofgerichtsdirektor
- Emil Herrmann,[3] Geheimrat
- August Dennig, Fabrikinhaber
- Philipp Artaria, Kunsthändler
- Jakob Malsch, Oberbürgermeister

## Präsidium der Zweiten Kammer
Präsident: Georg Martin Hildebrandt

1. Vizepräsident: Ludwig Kirsner

2. Vizepräsident: Carl Eckhard

## Die gewählten Abgeordneten der Zweiten Kammer

### Stadtwahlbezirke
| Wahlbezirk | Bezeichnung des Wahlbezirks     | Name des Abgeordneten       |
| ---------- | ------------------------------- | --------------------------- |
| S1         | Wahlbezirk der Stadt Überlingen | Hermann Poppen              |
| S2         | Wahlbezirk der Stadt Konstanz   | Karl Seiz                   |
| S3         | Wahlbezirk der Stadt Freiburg   | Naphtali Näf                |
| S3         | Wahlbezirk der Stadt Freiburg   | Karl Friedrich Schuster     |
| S4         | Wahlbezirk der Stadt Lahr       | Wilhelm Morstadt            |
| S4         | Wahlbezirk der Stadt Lahr       | Ludwig Turban               |
| S5         | Wahlbezirk der Stadt Offenburg  | Christian Wilhelm Gerbel    |
| S6         | Wahlbezirk der Stadt Rastatt    | Wilhelm Nokk                |
| S7         | Wahlbezirk der Stadt Baden      | Eduard Gulat von Wellenburg |
| S8         | Wahlbezirk der Stadt Karlsruhe  | Eduard Koelle               |
| S8         | Wahlbezirk der Stadt Karlsruhe  | Rudolf Kusel                |
| S8         | Wahlbezirk der Stadt Karlsruhe  | August Nicolai              |
| S9         | Wahlbezirk der Stadt Durlach    | Rudolf von Freydorf         |
| S10        | Wahlbezirk der Stadt Pforzheim  | Friedrich Wilhelm Lenz      |
| S10        | Wahlbezirk der Stadt Pforzheim  | August Kayser               |
| S11        | Wahlbezirk der Stadt Bruchsal   | Jakob Weber                 |
| S12        | Wahlbezirk der Stadt Mannheim   | Gustav Hummel               |
| S12        | Wahlbezirk der Stadt Mannheim   | Karl Heinrich Hoff          |
| S12        | Wahlbezirk der Stadt Mannheim   | Karl Grimm                  |
| S13        | Wahlbezirk der Stadt Heidelberg | Ludwig Renck                |
| S13        | Wahlbezirk der Stadt Heidelberg | Wilhelm Blum                |
| S14        | Wahlbezirk der Stadt Wertheim   | Heinrich von Feder          |

### Ämterwahlbezirke
| Wahlbezirk | Bezeichnung des Wahlbezirks                                                              | Name des Abgeordneten              |
| ---------- | ---------------------------------------------------------------------------------------- | ---------------------------------- |
| A1         | Wahlbezirk der Ämter Meersburg, Salem, Pfullendorf und Überlingen                        | Franz Xaver Heilig                 |
| A2         | Wahlbezirk der Ämter Radolfzell, Blumenfeld und Konstanz                                 | Karl Friedrich Müller              |
| A3         | Wahlbezirk der Ämter Stockach, Meßkirch und Engen                                        | Johann Baptist Roder               |
| A4         | Wahlbezirk der Ämter Blumberg, Stühlingen, Bonndorf, Löffingen und Neustadt              | Paul Tritscheller                  |
| A5         | Wahlbezirk der Ämter Villingen und Hüfingen                                              | Ludwig Kirsner                     |
| A6         | Wahlbezirk der Ämter Tiengen, Jestetten, St. Blasien und Waldshut                        | Josef Hebting                      |
| A7         | Wahlbezirk der Ämter Säckingen, Laufenburg und Schönau                                   | Reinhold Baumstark                 |
| A8         | Wahlbezirk der Ämter Schopfheim und Kandern                                              | Ludwig Lichtenberger               |
| A9         | Wahlbezirk des Amtes Lörrach                                                             | August Lamey                       |
| A10        | Wahlbezirk des Amtes Müllheim                                                            | Johann Heidenreich                 |
| A11        | Wahlbezirk der Ämter Staufen und Heitersheim                                             | Johann Eschbacher                  |
| A12        | Wahlbezirk des Amtes Altbreisach mit zum Stadtamt Freiburg zugehörigen Landorten         | Josef Ferdinand von Rotteck        |
| A13        | Wahlbezirk des Landamtes Freiburg (I) und des Amtes St. Peter                            | Gottlieb Jonathan Winter           |
| A14        | Wahlbezirk des Landamtes Freiburg (II) und der Ämter Waldkirch und Elzach                | Karl Maria Josef Eckhard           |
| A15        | Wahlbezirk des Amtes Emmendingen                                                         | Theodor Frank                      |
| A16        | Wahlbezirk der Ämter Endingen und Kenzingen                                              | Karl Busch                         |
| A17        | Wahlbezirk der Ämter Triberg, Hornberg, Wolfach und Haslach                              | Robert Gerwig                      |
| A18        | Wahlbezirk des Amtes Ettenheim                                                           | Karl Richter                       |
| A19        | Wahlbezirk des Amtes Lahr                                                                | Friedrich Karl Christian Kiefer    |
| A20        | Wahlbezirk des Amtes Offenburg mit Teilen des Amtes Appenweier                           | Franz Karl Roßhirt                 |
| A21        | Wahlbezirk der Ämter Gengenbach und Oberkirch mit Teilen des Amtes Appenweier            | Heinrich Fischer                   |
| A22        | Wahlbezirk der Ämter Rheinbischofsheim und Kork                                          | Julius Jolly                       |
| A23        | Wahlbezirk der Ämter Achern und Bühl                                                     | Franz Alois Conrad                 |
| A24        | Wahlbezirk der Ämter Ettlingen und Rastatt                                               | Franz Xaver Lender                 |
| A25        | Wahlbezirk der Ämter Baden, Gernsbach und Steinbach                                      | Friedrich Wilhelm August Eisenlohr |
| A26        | Wahlbezirk des Landamtes Karlsruhe mit Teilen des Landamtes Bruchsal                     | Karl August Mühlhäußer             |
| A27        | Wahlbezirk der Ämter Durlach und Stein                                                   | Karl Friderich                     |
| A28        | Wahlbezirk des Amtes Pforzheim                                                           | Albert Georg Henne                 |
| A29        | Wahlbezirk des Amtes Bruchsal mit Teilen des Amtes Eppingen                              | Georg Martin Hildebrandt           |
| A30        | Wahlbezirk des Amtes Bretten mit Teilen des Amtes Eppingen                               | Louis Paravicini                   |
| A31        | Wahlbezirk der Ämter Philippsburg und Schwetzingen                                       | Johann Heinrich Gerber             |
| A32        | Wahlbezirk der Ämter Wiesloch und Neckargmünd                                            | Johann Friedrich Wundt             |
| A33        | Wahlbezirk des Amtes Sinsheim mit Teilen des Amtes Eppingen                              | Schupp, Wilhelm Karl August        |
| A34        | Wahlbezirk des Amtes Heidelberg                                                          | Heinrich Holzmann                  |
| A35        | Wahlbezirk der Ämter Ladenburg und Weinheim                                              | Karl Wilhelm Schmezer              |
| A36        | Wahlbezirk des Amtes Neckarbischofsheim mit Teilen des Amtes Mosbach (links des Neckars) | August Karl Fröhlich               |
| A37        | Wahlbezirk des Amtes Eberbach mit Teilen des Amtes Mosbach (rechts des Neckars)          | Theodor Frey                       |
| A38        | Wahlbezirk der Ämter Buchen und Osterburken                                              | Gottfried von Dusch                |
| A39        | Wahlbezirk des Amtes Boxberg                                                             | Ernst Philipp Huffschmid           |
| A40        | Wahlbezirk der Ämter Tauberbischofsheim und Gerlachsheim                                 | Ferdinand Bissing                  |
| A41        | Wahlbezirk der Ämter Wertheim und Walldürn                                               | Jakob Lindau                       |

## Belege und Anmerkungen
1. ↑  Ludwig Bauer, Bernhard Gißler: Die Mitglieder der Ersten Kammer der Badischen Ständeversammlung von 1819–1912. Fidelitas, Karlsruhe 1913, 5. Auflage, S. 40
2. ↑  Adolf Roth und Paul Thorbecke: Die badischen Landstände. Landtagshandbuch. Verlag der G. Braunschen Hofbuchdruckerei, Karlsruhe 1907, S. 271
3. 1 2 3 4 5 6 7 8 9 10 11 12 13 14 15 16 17 18  Dieser Mandatsträger ist in den amtlich veröffentlichten Abgeordnetenlisten als promovierter Akademiker ausgewiesen, d. h. dort üblicherweise mit einem vor dem Namen stehenden Doktor-Grad verzeichnet
4. 1 2  Bis 1931 hieß die Stadt Baden-Baden nur Baden.